# Такано Ая (плавчиня)
Такано Ая (14 березня 1994) — японська плавчиня.
Учасниця Олімпійських Ігор 2012 року.
Призерка літньої Універсіади 2015 року.